# Ordynariat Polowy Dominikany
Ordynariat Polowy Dominikany – ordynariat polowy Kościoła rzymskokatolickiego w Dominikanie podległy bezpośrednio Rzymowi. Został erygowany 23 stycznia 1958 roku.

## Ordynariusze
- Ricardo Pittini Piussi (1958 – 1961)
- Octavio Antonio Beras Rojas (1962 – 1982)
- Nicolás de Jesús López Rodriguez (1986 – 2017)
- Francisco Ozoria Acosta (od 2017)